# Augustowsko-Suwalskie Towarzystwo Naukowe
Augustowsko-Suwalskie Towarzystwo Naukowe – towarzystwo naukowe założone w 2000 roku w Suwałkach.
Misją towarzystwa jest propagowanie wiedzy o Suwalszczyźnie oraz inicjowanie i prowadzenie badań naukowych na temat regionu. W ramach działalności organizowane są seminaria, wykłady, szkolenia, dyskusje i wystawy a także wydawane są publikacje naukowe. Od 2001 roku towarzystwo wydaje periodyk naukowy Rocznik Augustowsko-Suwalski (ISSN 1730-9875).
Siedziba towarzystwa mieści się w gmachu Muzeum Okręgowego w Suwałkach – budynku dawnej Resursy Obywatelskiej.
W 2023 r. Towarzystwo zostało wyróżnione przez Instytut Pamięci Narodowej nagrodą honorową Świadek Historii.